# Kwakowo (Kobylnica)
Kwakowo (deutsch Quackenburg; kaschubisch Kwakòwò;) ist ein Dorf in der polnischen Woiwodschaft Pommern und gehört zur Stadt-und-Land-Gemeinde Kobylnica (Kublitz) im Powiat Słupski (Stolper Kreis).

## Geographische Lage
Das Kirchdorf liegt in Hinterpommern, etwa 13 Kilometer südlich der Kreisstadt Stolp, am westlichen Ufer der Stolpe und im Norden des Landschaftsschutzparks Stolpetal (Park Krajobrazowy Dolina Słupi).

## Geschichte

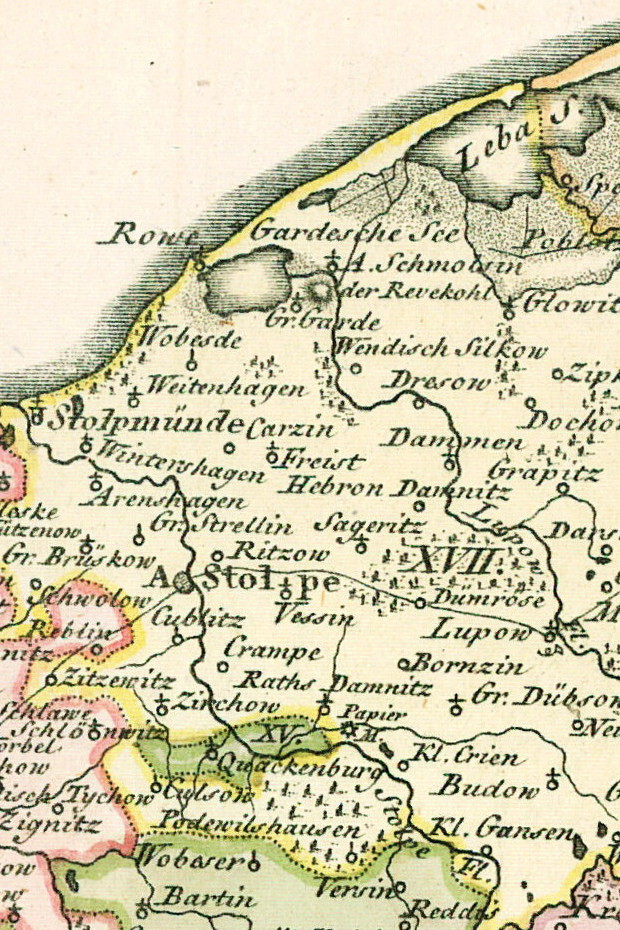
Quackenburg, Kirchdorf, südlich der Stadt Stolp (früher Stolpe geschrieben) und links des Flusses Stolpe, auf einer Landkarte von 1794.

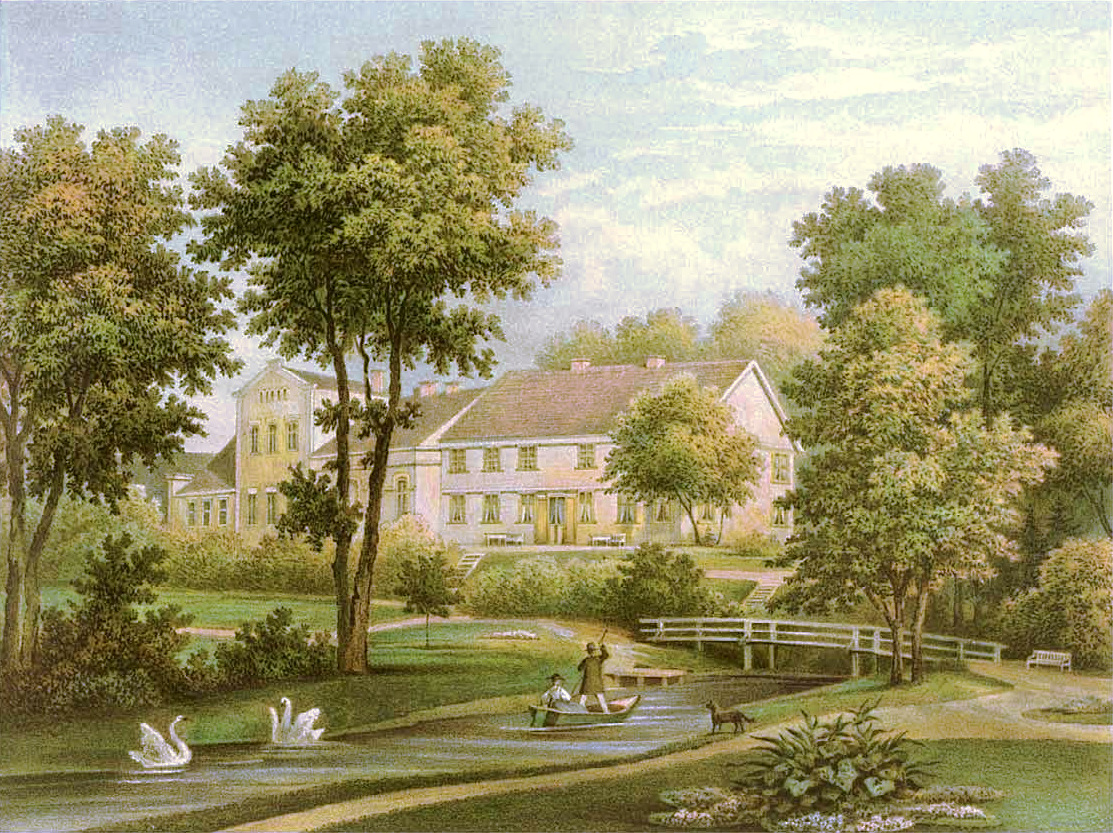
Gut Quackenburg um 1860, Sammlung Alexander Duncker

Die Ortsbezeichnung Quackenburg dürfte das Dorf seiner Lage nahe der Mündung der durch den Ort fließenden Quacke in die Stolpe  verdanken. (In der Literatur kommen Verwechselungen vor mit Quarkenburg (später Friedrichsberg genannt) zwischen Cammin und Naugard).
Die Gründung des Gutes und des Dorfes Quackenburg liegt im Dunkel der Geschichte. Erstmals wird der Ort im Jahre 1480 genannt, als die Familie Zitzewitz als Besitzer erwähnt wird. Der Ort dürfte jedoch älter sein. Bis zur Mitte des 17. Jahrhunderts befand sich Quackenburg im Besitz der Familie Zitzewitz. Ab Anfang des 18. Jahrhunderts bis zum Beginn des 20. Jahrhunderts gehörte das Gut der Familie Blumenthal. Letzter Besitzer des Guts vor 1945 war Otto Ratzke.
Bis 1742 gehörte Quackenburg zur Vogtei Stolp. Zwischen 1742 und 1876 war es in den Landkreis Rummelsburg eingegliedert, kam danach bis 1945 zum Landkreis Stolp im Regierungsbezirk Köslin der preußischen Provinz Pommern. Um das Jahr 1784 gab es in Quackenburg ein Vorwerk, eine Wassermühle, einen Prediger, einen Küster, acht Vollbauern, einen Halbbauern, drei Kossäten, einen Gasthof, eine Schmiede, auf der Feldmark des Dorfs einen Holzwärterkaten und einen weiteren Katen, der Birkhof genannt wurde, und insgesamt 24 Haushaltungen. Der Katen Birkhof wurde 1859 abgerissen.
Am 1. April 1927 hatte das Gut Quackenburg eine Flächengröße von 1096 Hektar, und am 16. Juni 1925 hatte der Gutsbezirk 264 Einwohner. Am 30. September 1928 wurde der Gutsbezirk Quackenburg in die Landgemeinde Quackenburg eingegliedert.
Vor 1945 war die Gemeindefläche 1392 Hektar groß. Zur Gemeinde Quackenburg gehörten insgesamt drei Wohnorte:
- Johannishof (gehörte bis 1920 zu Lüllemin)
- Quackenburg
- Vorwerk Camillowo (Keudellshof, 1821 neu errichtet)

In der Gemeinde gab es insgesamt 47 landwirtschaftliche Betriebe.
Bis 1945 bildete Quackenburg eine Landgemeinde im Landkreis Stolp, Regierungsbezirk Köslin, der preußischen Provinz Pommern des Deutschen Reichs. Quackenburg war standesamtlich mit Lüllemin verbunden, dort war auch der Sitz des Amtsbezirks. Amtsgerichtsbereich war Stolp. Letzter Bürgermeister war Otto Ratzke.
Gegen Ende des Zweiten Weltkriegs wurde Quackenburg am 7. März 1945 von der Sowjetarmee besetzt. Die Dorfbewohner hatten zuvor im Treck die Flucht ergriffen, waren jedoch nicht weit gekommen; fast alle kehrten wieder in das Dorf zurück. Ende 1945 quartierte sich im Ort eine sowjetische Truppe ein. Der Gutsbetrieb wurde in eine sowjetische Kolchose umgewandelt. Im Frühjahr 1946 richteten die sowjetischen Truppen im Dorf ein kleines Lazarett ein. Nach Beendigung der Kampfhandlungen war die Region sonst zusammen mit ganz Hinterpommern seitens der sowjetischen Besatzungsmacht der Volksrepublik Polen zur Verwaltung überlassen worden. Es kamen Polen, zuerst in den Ortsteilen Keudellshof und Johannishof, die dort die Häuser und Gehöfte übernahmen. Quackenburg wurde unter der polonisierten Ortsbezeichnung ‚Kwakowo‘ verwaltet. Am 7. November 1946 wurde als erster der evangelische Ortspfarrer Max Lechner von polnischer Miliz ausgewiesen. In der Folgezeit wurden auch die übrigen deutschen Dorfbewohner vertrieben.
Später wurden in der Bundesrepublik Deutschland 267 und in der DDR 101 aus Quackenburg gekommene Dorfbewohner ermittelt.
Heute gehört das Dorf mit Komiłowo (Camillow, Keudellshof) zur Gmina Kobylnica im Powiat Słupski in der Woiwodschaft Pommern (1975 bis 1998 Woiwodschaft Stolp). Das Dorf ist ein Schulzenamt (sołectwo) und zählt nahezu 600 Einwohner.

## Einwohnerentwicklung
| - 1819 = 240 (ohne Gut) - 1827 = 240 (ohne Gut) - 1867 = 219 (ohne Gut) - 1871 = 404 - 1885 = 413 | - 1905 = 377 - 1910 = 383 - 1933 = 450 - 1939 = 432 - 2010 = 576 |

## Kirche

### Pfarrkirche

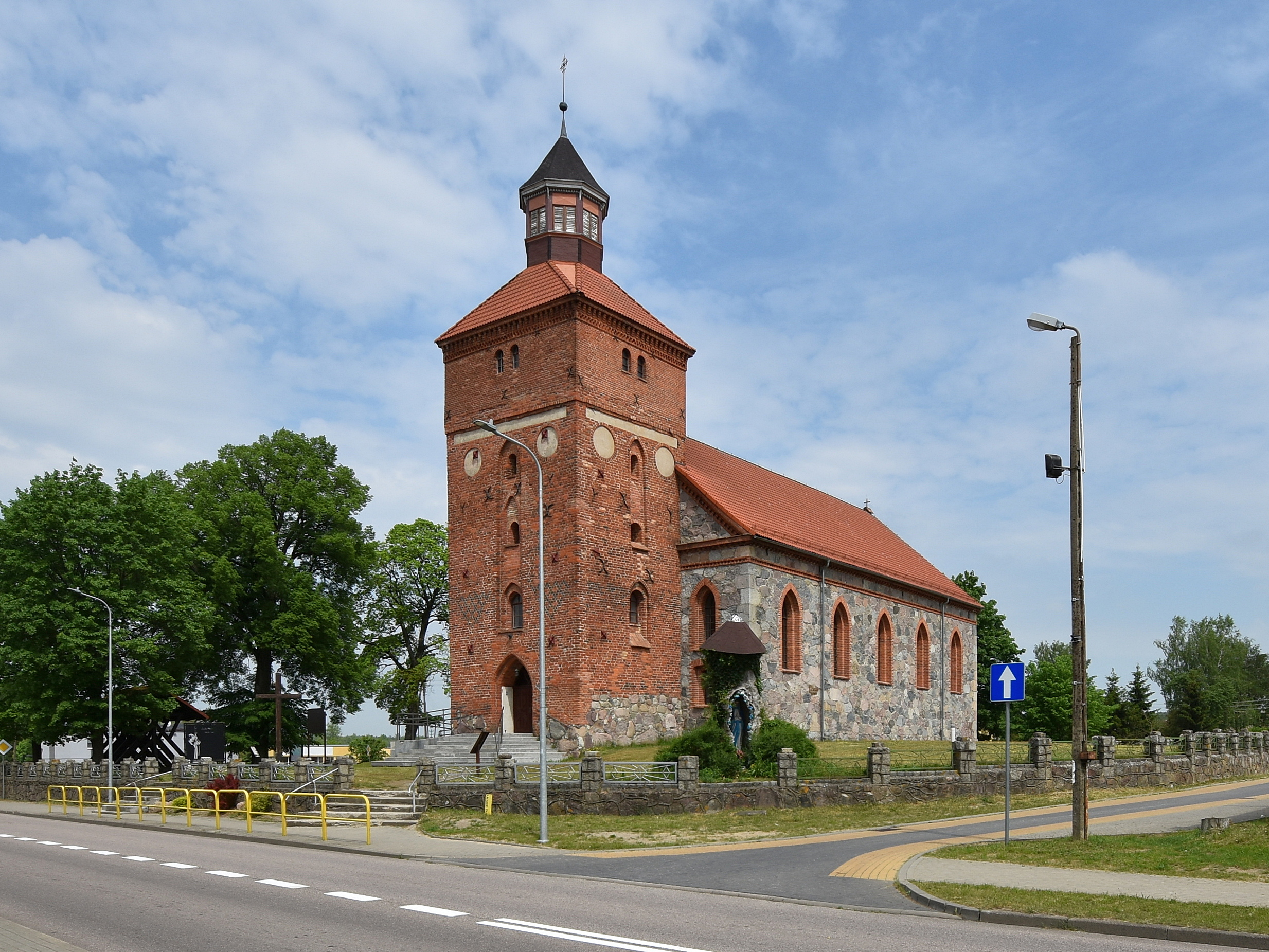
Dorfkirche, bis 1945 Gotteshaus der evangelischen Gemeinde Quackenburg

Die erste Kirche in Quackenburg ist nach einem Brief, der 1615 bei der Renovierung des Kirchturms in der Kugel der Wetterfahne gefunden wurde, bereits 1207 gebaut worden. Erwähnt wird die Kirche außerdem 1508 sowie bei einer Visitation im Jahre 1539. Viele Erneuerungsmaßnahmen erlebte das Gotteshaus, so in den Jahren 1615, 1695 und 1797. Im Jahre 1863 wird das Gebäude abgerissen und seiner Stelle eine neue Kirche errichtet, die am 18. Dezember 1865 eingeweiht wurde.
Der aus dem 17. Jahrhundert stammende Taufstein mit Deckel findet im neuen Gebäude Wiederverwendung. Im 19. Jahrhundert waren drei Glocken vorhanden gewesen, von denen zwei aus dem 16. Jahrhundert stammten. Eine Glocke aus dem Jahre 1712 zersprang bei strengem Frost zu Weihnachten 1892.
Nach 1945 wurde das bisher evangelische Gotteshaus zugunsten der polnischen katholischen Kirche zwangsenteignet und vom polnischen katholischen Klerus ‚neu geweiht‘.

### Kirchspiel/Pfarrei bis 1945
Bei der Kirchenvisitation im Jahre 1539 hatte in Quackenburg bereits die Reformation Einzug erhalten. Bis 1945 blieb der weitaus größte Teil der Bevölkerung der evangelischen Konfession treu.
Quackenburg war Zentrum eines Kirchspiels, zu dem außer der Filialkirche Wobeser die Orte Groß Silkow, Klein Silkow, Krussen, Lüllemin, Mellin, Missow und Wendisch Plassow gehörten. Im Jahre 1852 wurde Mellin nach Rathsdamnitz, 1866 Labuhn von Stolp nach Quackenburg umgepfarrt.
Bis 1817 war das Kirchspiel Quackenburg in den Kirchenkreis Stolp-Altstadt eingegliedert, danach der Synode Alt Kolziglow, deren Superintendenten die Quackenburger Pfarrer Zollfeldt und Lorentz wurden, zugeordnet. Im Jahre 1940 zählte das gesamte Kirchspiel 3122 Gemeindeglieder und war Teil des Kirchenkreises Stolp-Stadt im Ostsprengel der Kirchenprovinz Pommern der Kirche der Altpreußischen Union. Das Kirchenpatronat oblag den Rittergutsbesitzern von Groß- und Klein Silkow. Der Bestand an Kirchenbüchern reichte bis 1665 zurück.

### Polnisches Kirchspiel seit 1945
Die seit 1945 und Vertreibung der einheimischen Dorfbewohner anwesende polnische Einwohnerschaft ist überwiegend katholisch.
Der Ort ist Pfarrsitz der polnischen katholischen Pfarrei Parafia Niepokalanego Poczęcia Najświętszej Maryi Panny (Pfarrei zur Unbefleckten Empfängnis Mariens), die am 25. Januar 1974 errichtet wurde. Von 1959 bis 1974 war es eine Vikarie. Bis 1989 waren hier Geistliche der Salesianer-Don-Boscos-Ordensgemeinschaft tätig.
Der Pfarrei zugehörig sind jetzt die Filialkirchen in Kuleszewo (Kulsow), Lubun (Labuhn), Płaszewo (Wendisch Plassow) und Żelkówko (Klein Silkow). Sie zählt 2299 Gemeindeglieder und liegt im Dekanat Słupsk Zachód (Stolp-West) im Bistum Köslin-Kolberg der Katholischen Kirche in Polen.
Hier lebende evangelische Kirchenglieder gehören zur Kreuzkirchengemeinde in Stolp in der Diözese Pommern-Großpolen der Evangelisch-Augsburgischen Kirche in Polen.

## Schule
In Quackenburg gab es bereits 1710 eine Schule, allerdings noch ohne eigenes Gebäude. 1833 wurden hier 60 Schulkinder unterrichtet, 1894 bereits 92. Im Frühjahr 1833 wurde ein neues Schulhaus errichtet. 1932 war die Schule zweistufig bei 74 Kindern. Im Jahre 1938 wurde ein neues Schulgebäude gebaut.

## Verkehr
Durch den Ort verläuft die polnische Landesstraße 21 (ehemalige deutsche Reichsstraße 125), die Stolp mit Miastko (Rummelsburg) verbindet.
Die nächste Bahnstation ist Kobylnica Słupska (Kublitz) an der Bahnstrecke Piła–Ustka (Schneidemühl – Stolpmünde).
Zwischen 1894 und 1945 bestand Bahnanschluss über Labuhn an die Stolpetalbahn von Stolp nach Budow.

## Persönlichkeiten

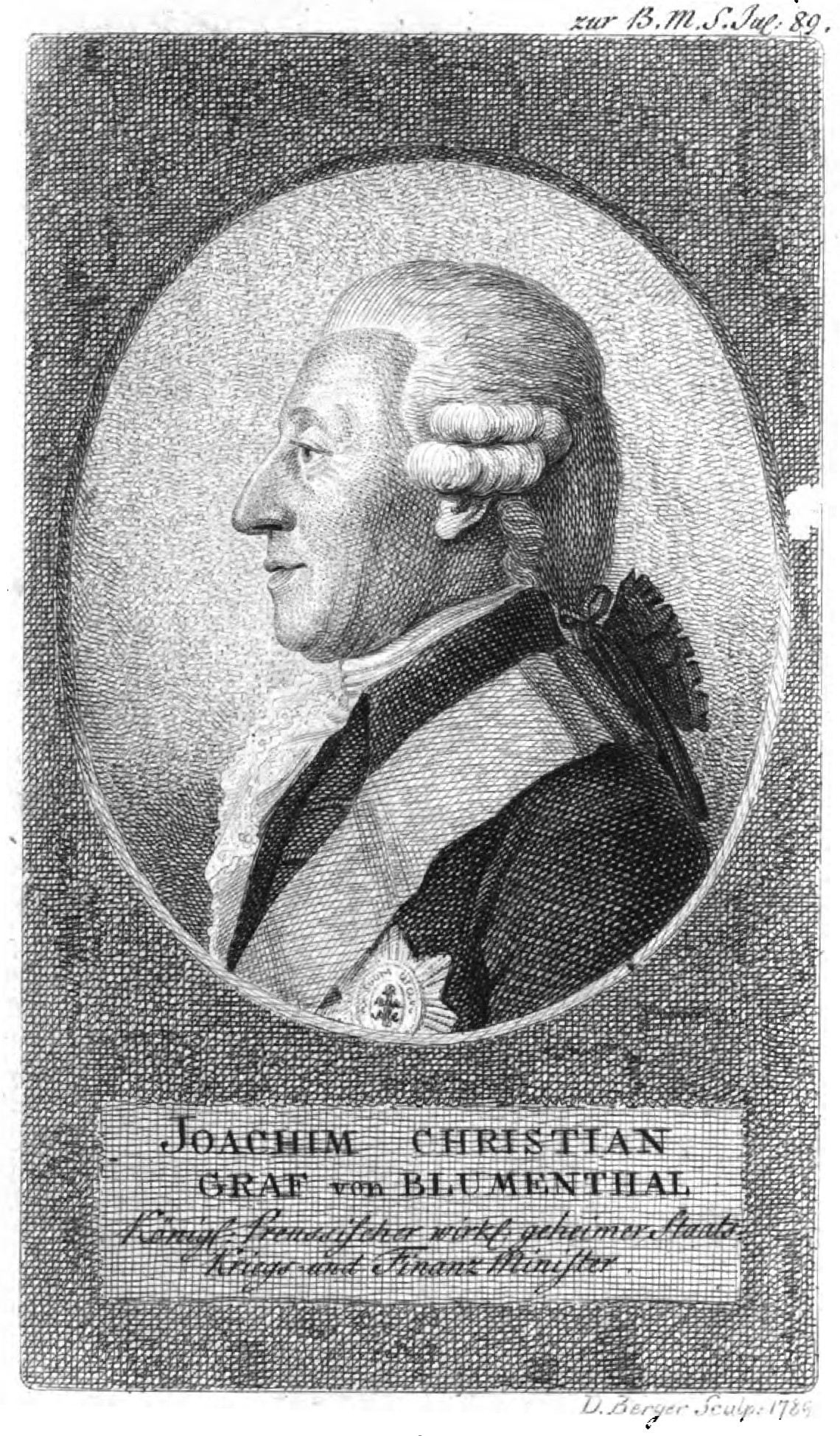
Johann Christian Graf von Blumenthal

### Söhne und Töchter des Ortes
- Johann Christian Graf von Blumenthal (1720–1800), preußischer Minister beim Generaldirektorium
- Georg Ewald von Blumenthal (1722–1784), preußischer Generalmajor und  Chef eines Infanterieregiments

### Mit dem Ort verbunden
- Joachim Rüdiger von der Goltz (1620–1688), dänischer und kursächsischer Generalfeldmarschall, war von 1680 bis 1683 Besitzer auf Gut Quackenburg.